# اقتصاد مقدونيا الشمالية
انهيار يوغوسلافيا في عام 1991 جرّف الاقتصاد في جمهورية مقدونيا، ثم أفقر جمهوريتها (فقط 5٪ من إجمالي الناتج الاتحادي من السلع والخدمات)، الأسواق المحمية الرئيسية والمدفوعات التحويلية الكبيرة من المركز. غياب البنية التحتية، جعل الأمم المتحدة توقع عقوبات على أكبر أسواقها صربيا والجبل الأسود، وعرقل حظر اقتصاد اليونان النمو الاقتصادي حتى عام 1996.
احتلت مقدونيا الشمالية المرتبة 54 في مؤشر الابتكار العالمي في عام 2023، وتراجعت للمركز 58 في مؤشر عام 2024.